# Croix-Chapeau
Croix-Chapeau là một xã trong tỉnh Charente-Maritime trong vùng Nouvelle-Aquitaine, tây nam nước Pháp. Xã Croix-Chapeau nằm ở khu vực có độ cao trung bình 24 mét trên mực nước biển.

## Lịch sử biến động dân số
| Năm  | Dân số | Mật độ  |
| ---- | ------ | ------- |
| 1962 | 557    | -       |
| 1968 | 562    | -       |
| 1975 | 555    | -       |
| 1982 | 683    | -       |
| 1990 | 863    | -       |
| 1999 | 890    | 184/km² |